# J9 엔터테인먼트
J9엔터테인먼트는 걸그룹 을 전문으로 하는 한국의 연예사무소이다. C9엔터테인먼트 에서 새롭게 데뷔하는 걸그룹 시그니처 와 장래 데뷔하는 걸그룹을 위해 2020년 1월 15일에 설립되었다 .

## 이전 소속 연예인

### 가수
- 시그니처
- 예아, 선 (시그니처 전 멤버)